# Flatonia
Flatonia ist eine Stadt im Fayette County im US-Bundesstaat Texas in den Vereinigten Staaten. Das U.S. Census Bureau hat bei der Volkszählung 2020 eine Einwohnerzahl von 1308 ermittelt.

## Geografie
Die Stadt liegt an der Interstate 10 und dem U.S. Highway 90 zwischen den Städten Austin, San Antonio, Houston und Victoria im Südwesten des Countys im mittleren Südosten von Texas, an der Hauptlinie der Southern Pacific Railroad und hat eine Gesamtfläche von 4,2 km².

## Geschichte
Der Ort wurde 1874 gegründet und benannt nach F. W. Flato, einem der ersten Großhändler in der weiteren Umgebung.

## Demografische Daten
Nach der Volkszählung im Jahr 2000 lebten hier 1.377 Menschen in 504 Haushalten und 347 Familien. Die Bevölkerungsdichte betrug 328,2 Einwohner pro km². Ethnisch betrachtet setzte sich die Bevölkerung zusammen aus 74,07 % weißer Bevölkerung, 7,48 % Afroamerikanern, 0,94 % amerikanischen Ureinwohnern, 0,00 % Asiaten, 0,00 % Bewohnern aus dem pazifischen Inselraum und 16,85 % aus anderen ethnischen Gruppen. Etwa 0,65 % waren gemischter Abstammung und 36,17 % der Bevölkerung waren spanischer oder lateinamerikanischer Abstammung.
Von den 504 Haushalten hatten 33,3 % Kinder unter 18 Jahre, die im Haushalt lebten. 52,4 % davon waren verheiratete, zusammenlebende Paare. 11,9 % waren allein erziehende Mütter und 31,0 % waren keine Familien. 27,4 % aller Haushalte waren Singlehaushalte und in 15,1 % lebten Menschen, die 65 Jahre oder älter waren. Die Durchschnittshaushaltsgröße betrug 2,62 und die durchschnittliche Größe einer Familie belief sich auf 3,21 Personen.
26,9 % der Bevölkerung waren unter 18 Jahre alt, 8,2 % von 18 bis 24, 25,4 % von 25 bis 44, 20,5 % von 45 bis 64, und 19,0 % die 65 Jahre oder älter waren. Das Durchschnittsalter war 38 Jahre. Auf 100 weibliche Personen aller Altersgruppen kamen 98,4 männliche Personen. Auf 100 Frauen im Alter von 18 Jahren und darüber kamen 91,8 Männer.
Das jährliche Durchschnittseinkommen eines Haushalts betrug 27.000 USD, das Durchschnittseinkommen einer Familie 31.471 USD. Männer hatten ein Durchschnittseinkommen von 23.700 USD gegenüber den Frauen mit 16.429 USD. Das Prokopfeinkommen betrug 12.329 USD. 23,4 % der Bevölkerung und 18,9 % der Familien lebten unterhalb der Armutsgrenze. Davon waren 33,4 % Kinder und Jugendliche unter 18 Jahren und 27,4 % waren 65 oder älter.